# Галеаццо I Висконти
Галеаццо I Висконти  (итал. Galeazzo I Visconti; 21 января 1277 — 6 августа 1328) — синьор Милана в 1322—1327 годах. Сын Маттео I Висконти (1250—1322) и Бонакозы Борри (ум. 1321).

## Биография
В 1298 году назначен подеста Новары (был в этой должности до 1299 года).
24 июня 1300 года женился на Беатриче д’Эсте (1268—1334). В том же году семейство Делла Торре при поддержке партии гвельфов изгнало Висконти из Милана. Галеаццо нашёл пристанище в Ферраре при дворе д’Эсте. Там он прожил до 1311 года и там родились его дети.
В 1311 году его отец восстановил свою власть над Миланом с помощью императора Генриха VII. Галеаццо был назначен синьором города Плезанче.
В июне 1322 года 70-летний Маттео I передал старшему сыну управление Миланом. Через месяц он умер, и Галеаццо I был избран капитаном народа. В декабре народной ассамблеей провозглашен синьором Милана.
В 1327 году младший брат Галеаццо I — Марко Висконти, подеста Александрии и синьор Лукки, обвинил его в измене императору Людовику IV Баварскому и переходе на сторону папы. Император сместил Галеаццо I и поместил его в тюрьму вместе с братьями Джованни и Лючиано.
После освобождения в марте 1328 года жил в Лукке при дворе Каструччо Кастракани. Умер в том же году 6 августа.

## Дети
От брака с Беатриче д’Эсте у Галеаццо I было двое детей:
- Аццоне Висконти (1302—1339), синьор Милана с 1329,
- Рикарда (1304—1361), с 1329 жена Томмазо II, маркиза Салуццо (1304—1357).

У Галеаццо I была также внебрачная дочь Катерина, которая вышла замуж за генуэзца Алаоне Спинола.